# Dân Việt (báo)
Dân Việt là một tờ báo điện tử trực thuộc Trung ương Hội Nông dân Việt Nam, phiên bản báo giấy là Nông thôn Ngày nay.

## Lịch sử
Ngày 7 tháng 5 năm 1984, bản tin Nông dân mới, tiền thân của báo Nông thôn Ngày nay chính thức ra số đầu tiên. Ngay sau đó là sự ra đời của báo điện tử Dân Việt vào ngày 8 tháng 6 năm 2010 với nhiệm vụ được xác định là một kênh thông tin "Sát cánh cùng nông dân Việt".